# Torups BK
Torups BK är en av Sveriges sydligaste bandyklubbar. A-lag spelar sina matcher i Division 2 "hemma" på Oskarströms IP i Oskarström och när vädret tillåter på Torulund i Torup.